# Eduard Kegel
Eduard Kegel (* 13. Februar 1821 in Rosenthal; † 1900) war katholischer Geistlicher und Mitglied des Deutschen Reichstags.

## Leben
Kegel besuchte das Gymnasium und das katholische Priesterseminar in Posen, später die katholisch-theologische Akademie in Münster. Darauf war er drei Jahre Propst in Schwersenz und 15 Jahre Gymnasial-Religionslehrer in Trezemszo, sieben Jahre Dekan und Propst in Zrzemeszno und Propst in Krotoschin.
Von 1874 bis 1877 war er Mitglied des Deutschen Reichstags für den Wahlkreis Posen 9 (Krotoschin) und die Polnische Fraktion.